# ロジャー・トーニー
ロジャー・ブルック・トーニー（Roger Brooke Taney, 1777年5月17日 - 1864年10月12日）は、アメリカ合衆国の政治家、裁判官。アメリカ合衆国司法長官、アメリカ合衆国財務長官、アメリカ合衆国最高裁判所長官を務めた。

## 生涯

### 青年時代
1777年、トーニーはメリーランド州カルバート郡において、タバコ農園を経営する裕福なカトリック教徒の家庭に生まれた。トーニーは次男として生まれたことから農園を引き継ぐことが期待できなかったため、法律家としての道を歩むことを決めた。トーニーはディッキンソン大学を首席で卒業し、メリーランド州アナポリスの法律家の下で法律を学んだ。
その後1806年、トーニーはフランシス・スコット・キーの妹であるアン・フェーベ・チャールストン・キーと結婚した。

### 州議会議員時代
1799年、トーニーは連邦党からメリーランド州下院議員として初選出された。だが1801年の再選に失敗するとトーニーはメリーランド州フレデリックに移り、1823年まで弁護士業に従事した。
1812年、トーニーは米英戦争に反対の立場を表明し、連邦党の国家指導部から離脱したが党籍離脱はせず、1816年にメリーランド州上院議員に選出された。その後1824年の大統領選挙で民主党に加わり、アンドリュー・ジャクソンを支持した。

### 司法長官時代
1827年、トーニーはメリーランド州検事総長に指名され、その後1831年にジャクソン大統領からアメリカ合衆国司法長官に任命された。トーニーは司法長官として第二合衆国銀行の廃止を主張したジャクソン大統領を支援し、議会が第二合衆国銀行の認許を更新しようとした際には拒否通告書の起草を手伝った。だが財務長官ウィリアム・デュアンは第二合衆国銀行の存続を主張し、第二合衆国銀行から連邦政府の資金を引き出すことを拒絶した。そのためジャクソン大統領はデュアン財務長官を更迭し、トーニーを新財務長官として任命した。

### 財務長官時代
1833年9月にトーニーが財務長官に就任すると、ジャクソン大統領は、政府預金を引き上げ、「ペットバンク」と呼ばれる7つの民主党系の州法銀行に分預する措置を表明した。
財務長官に就任したトーニーは速やかにジャクソン大統領の政策を実行し、第二合衆国銀行に止めを刺した。その結果、第二合衆国銀行はその中央銀行的機能を失い、最終的に1836年、特許の更新を拒否され州法銀行に転換した。
潤沢な信用を熱望する新興企業家はこの預金移管を手放しで喜んだが、中央銀行の統制力が失われた結果、大信用ブームとインフレーションが発生した。また1833年から1834年にかけては大規模な金融恐慌が発生した。上院は大統領府による権限の強引な行使を非難し、トーニーの財務長官就任に異議を唱えた。そしてトーニーは翌1834年に財務長官を辞任した。
1835年、トーニーはガブリエル・デュバルの後任としてアメリカ合衆国連邦最高裁判所陪席判事への就任指名を受けた。しかしながら上院はトーニーが合衆国内の銀行の経営を阻害する可能性があることから、その許可を見送った。だが翌1836年、上院は一転してトーニーのアメリカ合衆国最高裁判所長官への就任を許可し、トーニーはジョン・マーシャルの後任として着任した。

### 最高裁判所長官時代

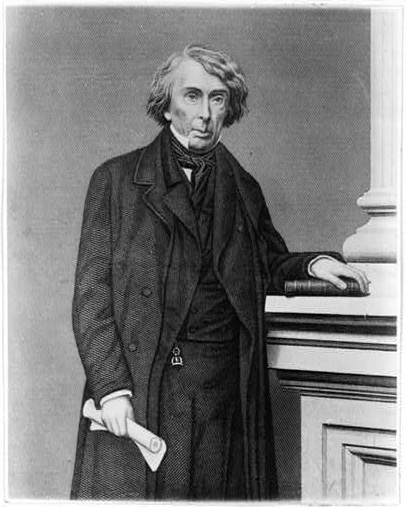
最高裁判所長官時代のトーニー

裁判官としてのトーニーは、ジャクソン大統領から任命を受けた他の多くの裁判官と同様に、州が強い権限を持つことを好んだ。これは前任のジョン・マーシャルとは異なる価値観であり、そのためしばしば、マーシャル時代に下された判決とは異なる判決が下されることがあった。
例えば1819年のダートマス大学対ウッドワード事件（17 U.S. 518）においてマーシャルは、州知事が任命する理事会をダートマス大学に設置させようとしたニューハンプシャー州議会の決議は違憲であるという判決を下し、企業に対する州の干渉や統制を積極的に排除した。一方トーニーは、1849年のスミス対ターナー事件（48 U.S. 283）において州の権限を拡張する判決を下し、州における改革的な経済政策を支持した。
だがトーニーの州権限を拡張する考えは、1857年のドレッド・スコット対サンフォード事件において南部における奴隷制維持を認める判決へとつながった。この裁判では、北部の自由州に主人とともに移住した奴隷のドレッド・スコットが自由人の身分を獲得したといえるかどうかが争われたが、トーニーは自由州への居住が自由身分の獲得を意味しないとの判断を下した。
この判決は後に南北戦争に至る原因を作った1つとも言えるものであったが、戦時中も彼は長官の地位に留まり続けてリンカーン大統領の政策に掣肘を与えた。